# Trup și suflet (Star Trek: Voyager)
„Trup și suflet” (titlu original: „Body and Soul”) este al 7-lea episod din al șaptelea sezon (și ultimul) al serialului TV american științifico-fantastic Star Trek: Voyager și al 153-lea episod în total. A avut premiera la 15 noiembrie 2000 pe canalul UPN.

## Prezentare
Datorită unei urgențe din timpul unei misiuni, Doctorul este nevoit să-și încarce programul în implanturile Borg ale lui Seven of Nine, ceea ce îi permite să experimenteze senzații fizice reale pentru prima dată.

## Actori ocazionali
- Fritz Sperberg - Captain Ranek
- Megan Gallagher - Lt. Jaryn
- David Starwalt - Captain #2
- Marva Hicks - Holographic T'Pel